# ABB Records
ABB Records ist ein Independent-Hip-Hop-Label in Oakland, Kalifornien, USA.

## Historie
ABB Records wurde 1997 von Beni B gegründet, der seit den frühen 1990er Jahren auch für die Radiostation KALX 90,7 FM in Berkeley tätig ist, wo er die Beni B Show macht.

## Künstler (Auswahl)
Künstler, die auf ABB Records erschienen, sind zum Beispiel Defari, Planet Asia, Dilated Peoples, Sound Providers und Foreign Legion.